# Jaws 2 (soundtrack)
Jaws 2 (The Original Motion Picture Soundtrack) is de originele soundtrack, gecomponeerd en gedirigeerd door John Williams voor de film Jaws 2 uit 1978 van Jeannot Szwarc. Het album werd uitgebracht in 1978 door MCA Records.
Williams keerde terug om Jaws 2 te componeren nadat hij een Oscar voor beste originele muziek had gewonnen voor zijn werk aan de eerste film.
De muziek werd opgenomen en gemixt door John Neal. Het album werd opgenomen en gemixt in de Twentieth Century Fox Scoring Stage en gemasterd bij MCA Whitney Recording Studios.

## Tracklijst
| Nr. | Titel                           | Duur |
| --- | ------------------------------- | ---- |
| 1.  | Finding The "Orca" (Main Title) | 3:15 |
| 2.  | The Menu                        | 1:49 |
| 3.  | Ballet For Divers               | 2:56 |
| 4.  | The Water Kite Sequence         | 2:52 |
| 5.  | Brody Misunderstood             | 2:49 |
| 6.  | The Catamaran Race              | 2:08 |
| 7.  | Toward Cable Junction           | 3:45 |
| 8.  | Attack On The Helicopter        | 1:58 |
| 9.  | The Open Sea                    | 2:03 |
| 10. | Fire Onboard And Eddie's Death  | 3:25 |
| 11. | Sean's Rescue                   | 2:55 |
| 12. | Attack On The Water Skier       | 2:40 |
| 13. | The Big Jolt!                   | 4:39 |
| 14. | End Title, End Cast             | 3:21 |